# Rich Kids on LSD
Die Rich Kids on LSD (R.K.L.) sind eine kalifornische Hardcore-Band, welche 1982 in Santa Barbara gegründet wurde. Ihre Musik entwickelte sich über die Jahre von reinem West-Coast-Hardcore hin zu einem Mix aus Hardcore mit Rock-Elementen. Dieser Musikstil machte R.K.L. bekannt in der europäischen Szene, besonders bei Skateboardern in den 1980er- und 1990er-Jahren.

## Geschichte
Zum Namen der Band sagte Sänger Jason Sears in einem Interview mit dem Thrasher-Magazin im Jahr 2002:
„It happened that some guy said, 'Ha, those kids will never be anything, they're just a bunch of rich kids on LSD, man.' The first party we played we didn't have a name for the band, so we put that one on the flyer and it just stuck.“
(„Es kam, dass ein Kerl sagte 'Ha, diese Jungs werden nie etwas sein, die sind nur ein Haufen reicher Kinder auf LSD.' Auf der ersten Party auf der wir spielten hatten wir keinen Namen für die Band, also haben wir einfach diesen auf den Flyer gepackt und es ist so im Kopf geblieben.'“)
Die wechselnde Besetzung der Band überschneidet sich maßgeblich mit der ebenfalls aus Kalifornien stammenden Punkband Lagwagon. Vier der fünf aktuellen (Stand 2019) Bandmitglieder von Lagwagon waren auch bei RKL aktiv: Chris Rest, Joe Raposo, Dave Raun und Chris Flippin. Zusätzlich war Derrick Plourde vor seinem kurzen Gastspiel bei RKL Schlagzeuger bei Lagwagon.
Seit 2024 ist die Band in der Besetzung Rest, Ward, Raposo und Raun wieder aktiv; als Ersatz für den verstorbenen Sänger Sears wurde für 5 Konzerte Tony Foresta von Municipal Waste gewonnen. Im November 2024 wurde dann Abe Brennan von Dead Pioneers und Chilton als neuer Sänger der Band bekanntgegeben. Für 2025 wurde die erste Europa-Tournee seit 1996 angekündigt.

## Diskografie
- 1984: It's a Beautiful Feeling (EP, Mystic Records)
- 1985: Keep Laughing (Mystic Records)
- 1987: Rock 'n Roll Nightmare (Alchemy Records)
- 1989: Greatest Hits (Live-Album, Destiny Records)
- 1989: Revenge is a Beautiful Feeling
- 1993: Reactivate (Epitaph Records)
- 1994: Riches to Rags (Epitaph Records)
- 2010: Come on in, the Water´s fine (Live at the Pound SF)
- 2022: Live in a Dive (Livealbum, Fat Wreck Records)

### Videos
- 1997: Still Flailing After All These Beers (VHS)